# Plantes Nouvelles d'Amérique
Plantes Nouvelles d'Amérique, (abreviado com Pl. Nouv. Amer.), é um livro com ilustrações e descrições botânicas que foi escrito pelo naturalista suíço Moïse Étienne Moricand e publicado em 9 volumes entre os anos 1834-1847.

## Publicação
- Volume nº 1: 1-8. 1834 ("1833");
- Volume nº 2: 9-24. 1836;
- Volume nº 3: 25-40. 1837;
- Volume nº 4: 41-56. 1837;
- Volume nº 5: 57-76. 1839;
- Volume nº 6: 77-96. 1840;
- Volume nº 7: 97-116. 1841;
- Volume nº 8: 117-140. Jan-Aug 1844;
- Volume nº 9: 141-176. Jan-Jun 1847